# Varanus panoptes
Varanus panoptes — представник родини варанів. Має 3 підвиди. Інша назва «аргусовий варан».

## Опис
Загальна довжина сягає 1,4—1,6 м, ваги 7 кг. Хвіст у 1,4 раза більший за голову й тулуб. Спостерігається статевий диморфізм — самці більше за самиць. Дуже схожий на піщаного варана. Навіть фахівцеві буває складно розрізнити їх. Аргусів варан вкритий рядками жовтих цяток, які перетинають тіло, а смуги на хвості іноді доходять до його кінчика. Загалом колір шкіри жовтуватий з коричневим відтінком. Горло бліде, вкрите чорними крапочками. Голова та тулуб стрункі, сильно стиснуті з боків, навіть спложені. Має гарний нюх та слух, роздвоєний язик та вомероназальний орган.

## Спосіб життя
Полюбляє піщані напівпустелі та пустелі. Ховається у норах, які досить вправно риє. Більшу частину життя проводить на землі, хоча може лазити по деревах та плавати. Це моторна ящірка. Харчується рибою, крабами, дрібними птахами, гризунами, комахами, дрібними варанами, Це яйцекладна ящірка. Самиця у січні-лютому відкладає 6—13 яєць у нору. Цей варан також може

## Розповсюдження
Це ендемік Австралії. Мешкає на півночі континенту.

## Підвиди
- Varanus panoptes panoptes
- Varanus panoptes horni
- Varanus panoptes rubidus